# 卡拉芬代什蒂鄉
47°51′N 26°07′E / 47.850°N 26.117°E
卡拉芬代什蒂鄉（羅馬尼亞語：Comuna Calafindești, Suceava），是羅馬尼亞的鄉份，位於該國東北部，由蘇恰瓦縣負責管轄，面積34平方公里，海拔高度409米，2007年人口2,835，人口密度每平方公里83人。